# Tovomita tenuiflora
Tovomita tenuiflora är en tvåhjärtbladig växtart som beskrevs av George Bentham, Jules Émile Planchon och Triana. Tovomita tenuiflora ingår i släktet Tovomita och familjen Clusiaceae. Inga underarter finns listade i Catalogue of Life.